# El ángel negro (película de 1942)
El ángel negro es una película mexicana
de 1942, considerada una obra maestra del cine mexicano en la Época de Oro del Cine Mexicano, dirigida y escrita por director Juan Bustillo Oro, y el escritor Humberto Gómez Landero. 
Fue realizada en blanco y negro, ambientada en el siglo XIX, y llevada a la pantalla grande el 12 de agosto de 1942.

## Argumento
Elisa (Marina Tamayo), decide casarse con Jorge (Emilio Tuero), a pesar de que sus esposas anteriores han muerto en forma extraña. Después de la boda la pareja se va a vivir a la macabra casa de Jorge. Elisa es atormentada por Cristina (Isabela Corona), hermana de Jorge, hija del mayordomo de la casa, fruto de una violación. Cristina es criada con la servidumbre de la casa, siendo con el tiempo la ama de llaves de la casona, su madre en el lecho de su muerte les confiesa a Jorge y Cristina de su parentesco, pidiéndoles guardar el secreto.
Al poco tiempo Elisa y Jorge tienen un hijo, Cristina se llena de envidia y decide separarlos. Para quedarse con su hijo, engaña a su hermano haciéndole creer que su esposa le es infiel y de esta manera, los separa durante 18 años. Elisa regresa a vivir a la casa de su tío en la ciudad y Cristina cría al bebé como si fuera su hijo en Europa, borrándole todo recuerdo de su verdadera madre.
Tiempo después Jorge decide buscar a Elisa; ya envejecidos, se enteran del engaño de Cristina. Jorge enfrenta a su hermana para conocer el motivo de maldad, ella le confiesa que por todos esos años vivía enamorado de su hermano, y que había envenenado a sus esposas para retenerlo para ella. Cristina en su angustia se envenena y antes de morir le pide al hijo que crio que no la olvidase que le harán creer que ella no es su madre.
Elisa y Jorge sin conocer lo sucedido, deciden revelar la verdad a su hijo, quien inmediatamente desprecia a su verdadera madre y le pide que se marche de la casa. Elisa antes de marcharse y sin más remedio, le pide a su hijo que acepte una medalla con la imagen de la Virgen de Guadalupe que le prometió en su niñez; su hijo la toma para lanzarlo al fuego en la chimenea, al ver la joya le viene a la memoria un recuerdo de su verdadera madre en la infancia, y corre a los brazos de sus madre.
Se escucha un estruendo en la sala, un enorme óleo del retrato de Cristina que colgaba sobre la chimenea cae al fuego, Elisa y Jorge se abrazan con su hijo y con detenimiento ven como lentamente se consume en el fuego el retrato de la malvada mujer que los separó por años.

## Elenco
- Marina Tamayo como Elisa
- Emilio Tuero como Jorge
- Isabela Corona como Cristina
- Joaquín Pardavé como Luciano del Roble
- Dolores Camarillo	como Nana
- Tony Díaz	como Miguel Conde
- Manolo Fábregas como Jorge Adulto
- Conchita Gentil Arcos	como Doña Meche
- Rafael Icardo	como Doctor Bustamante
- Max Langler como Jerónimo
- Rita Macedo como Hija de doña Meche (no acreditada)
- Roberto Meyer	como Santiago
- Salvador Quiróz como Andrés
- Humberto Rodríguez como Criado
- Carlos L. Cabello como Jorgito
- Paz Villegas como Servanda
- Roberto Cañedo como Extra (no acreditado)
- Amanda del Llano como Hija de doña Meche (no acreditada)

## Crítica
El Ángel Negro intenta ser una película dramática, pero no consigue enganchar a la audiencia por las exageradas actuaciones de sus protagonistas y una resolución rápida sin impacto alguno.